# Christian Spiller
Pour les articles homonymes, voir Spiller (homonymie).
Christian ("Coco") Spiller, né le 15 janvier 1935 à Fresse-sur-Moselle (Vosges) et mort le 26 janvier 2009 à Épinal (Vosges), est un homme politique français. 

## Biographie
Exerçant la profession de commerçant en meubles, installé à Saint-Maurice-sur-Moselle, il est maire de Saint-Maurice-sur-Moselle de 1971 à 1977 et conseiller général du canton du Thillot de 1979 à 1988. Il est élu député des Vosges du 23 juin 1988 au 1er avril 1993 dans la 3e circonscription. Devançant au premier tour le candidat officiel de l'URC (Union de la République et du Centre) qui se désiste en sa faveur, il est élu au second tour avec 53,74 % des suffrages face au maire socialiste de La Bresse, Guy Vaxelaire.
Étiqueté "divers droite" selon le ministère de l'Intérieur, il siège parmi les non-inscrits. À l'issue de ce mandat législatif, il ne souhaite pas se représenter mais soutient François Vannson, qui sera élu.